# Visoka obala
Visoka obala (švedski: Höga kusten) je dio švedske obale Botničkog zaljeva u općinama Kramfors, Härnösand i Örnsköldsvik. 
Ovo područje je nezamjenjivo za proučavanje izostazija zemljanih kora i zemljinog plašta, fenomena koji je ovdje prvi put i zabilježen, te opadanja eustacija u postglacijalnom topljenju ledenjaka. Od posljednjeg ledenog doba razina mora je opala 800 metara, pri čemu je nastao neobičan krajolik stijenovitih obala. Zbog toga je 2000. godine upisana na UNESCO-ov popis mjesta svjetske baštine u Europi. 

## Vanjske poveznice
|  | Zajednički poslužitelj ima još gradiva o temi Visoka obala |

- Turističke stranice Hoga kusten (šved.)